# Trichomyia madsoni
Trichomyia madsoni är en tvåvingeart som beskrevs av Duckhouse 1965. Trichomyia madsoni ingår i släktet Trichomyia och familjen fjärilsmyggor. Inga underarter finns listade i Catalogue of Life.